# Miron Costin

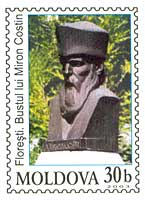
Sello conmemorativo moldavo de 2003, con retrato de Miron Costin.

Miron Costin (30 de marzo de 1633 - 1691, Roman) fue una figura política y cronista rumano. Su principal obra (Letopiseţul Ţărâi Moldovei [de la Aron Vodă încoace], Las Crónicas de la tierra de Moldavia, bajo el gobierno de Aron Vodă) cubre la época de 1594-1660, siendo publicada por primera vez en 1675.
También escribió Istoria în versuri polone despre Ţara Moldovei şi Munteniei (polaco, Historia de    Moldavia y Valaquia), también conocido como poema polaco, Poema polonă.

## Biografía
Miron Costin nació en el seno de una noble familia moldava emigrada a Polonia, para evitar la violencia otomana en Moldavia. Su padre llegó a ser un magnate polaco, lo que permitió a Miron estudiar en el Colegio de los Jesuitas de Bar, primero, y después en Kamienec Podolski. Volvió a Moldavia en 1653, y ocupó importantes cargos en la Administración, desde la tesorería hasta veedor de la Corte. Sin embargo, hacia 1691, su relación con el príncipe Constantin Cantemir había empeorado, y él y su hermano fueron acusados de intentar usurpar el trono en Iaşi, siendo ambos ejecutados.

## Obras
- Viiaţa lumii, 1672.
- Traducción de Origines et occasus Transsylvanorum (Lyon, 1667), por Laurenţiu Toppeltin.
- Letopiseţul Ţărâi Moldovei de la Aron Vodă încoace, 1675.
- Istoria în versuri polone despre Ţara Moldovei şi Munteniei (Poema polonă), 1684.
- De neamul moldovenilor, ca. 1687.